# Socijalna isključenost
Socijalna isključenost ili društvena marginalizacija je društveni nedostatak i potiskivanje na rub društva. To je izraz koji se široko koristi u Evropi, a prvi put je upotrebljen u Francuskoj krajem 20. veka. Koristi se u raznim disciplinama uključujući obrazovanje, sociologiju, psihologiju, politiku i ekonomiju.
Socijalna isključenost je proces u kojem su pojedincima blokirana (ili im je uskraćen potpuni pristup) raznim pravima, mogućnostima i resursima koji su inače dostupni pripadnicima druge grupe, a koji su od suštinskog značaja za društvenu integraciju i poštovanje ljudskih prava unutar te određene grupe.

## Literatura
- Alphonse, M., George, P & Moffat, K. (2007). Redefining social work standards in the context of globalization: Lessons from India. International Social Work.
- Applebaum, Richard P., Carr, deborah, Duneier, Mitchell, Giddens, Anthony. "Introduction to Sociology Seventh Edition" 2009.
- Gilles Deleuze, A Thousand Plateaus, 1980.
- Ferguson, I., Lavalette, M., & Whitmore, E. (2005). Globalization, Global Justice and Social Work. London and New York: Routledge Taylor & Francis Group.
- Giddens, Anthony, Introduction to Sociology. New York: W.W. Norton &, 2009. Print.
- Karl Marx, Economic and Philosophical Manuscripts of 1844
- Moulaert, Frank; Rodríguez, Arantxa; Swyngedouw, Erik (2003). The Globalized City: Economic Restructuring and Social Polarization in European Cities. Oxford University Press. ISBN 978-0-19-926040-9.
- Mullaly, B. (2007). Oppression: The focus of structural social work. In B. Mullaly, The new structural social work (pp. 252–286). Don Mills: Oxford University Press.
- Power, A., Wilson, W.J., 2000, Social Exclusion and the Future of Cities, Centre for Analysis of Social Exclusion, London School of Economics, London
- Rawls, John (1971). A Theory of Justice: Original Edition. Harvard University Press. ISBN 978-0-674-01772-6.
- Sakamoto, I.; Pitner, R.O (2005). „Use of critical consciousness in anti-oppressive social work practice: disentangling power dynamics at personal and structural levels”. British Journal of Social Work. 35 (4): 435—452. doi:10.1093/bjsw/bch190.
- Sewpaul, V. (2006). The global-local dialectic: Challenges for Africa scholarship and social work in a post-colonial world, British Journal of Social Work 36, pp. 419–434.
- Silver, Hilary (1994). "Social Exclusion and Social Solidarity: Three Paradigms". International Labour Review. 133 (5–6): 531–78.
- University of Georgia (2006, November 9). Social Exclusion Changes Brain Function And Can Lead To Poor Decision-making. ScienceDaily. Retrieved February 29, 2008, from http://www.sciencedaily.com /releases/2006/11/061108154256.htm
- URSPIC: An EU Research Project to measure impacts of urban development projects on social exclusion
- Philippe Van Parijs (1995). Real Freedom for All: What (if anything) can justify capitalism?. ISBN 978-0-19-829357-6.
- Wilson, A.; Beresford, P. (2000). „Anti-oppressive practice': Emancipation or appropriation?”. British Journal of Social Work. 30 (5): 553—573. doi:10.1093/bjsw/30.5.553.
- Yee, J. Y. & Dumbrill, G.C. (2003). Whiteout: Looking for Race in Canadian Social Work Practice. In A. Al-Krenawi & J.R. Graham (Eds.) Multicultural Social Work in Canada: Working with Diverse Ethno-Racial Communities (pp. 98–121). Toronto: Oxford Press.
- Yi, Li. The Structure and Evolution of Chinese Social Stratification. University Press of America. Li, Yi; Li, Yi (2005). The Structure and Evolution of Chinese Social Stratification. University Press of America. ISBN 0-7618-3331-5.

## Spoljašnje veze
- Is the U.S. a Good Model for Reducing Social Exclusion in Europe? Center for Economic and Policy Research, August 2006
- "Inclutivities" - A Collection of Games, Exercises and Activities for Use in Art Therapy and Training Programmes for Groups of Marginalised and Excluded Persons EU Project "Against Exclusion", 2014